# Durchgedreht!
Durchgedreht! war eine halbstündige Satire-Sendung des ZDF, die 2013 während der Sommerpause der heute-show – erstmals am 14. Juni und danach jeweils freitags um 22:30 Uhr – im ZDF ausgestrahlt wurde. Moderator der Sendung war Jörg Thadeusz. Zur Stammbesetzung gehörten zudem Max Giermann und Bernhard Hoëcker, ergänzt durch drei Gäste und zwei Musiker.
Bei Durchgedreht! improvisieren die fünf Komiker auf einer Drehbühne im Stil des Improvisationstheaters kurze Sketche und Szenen zu aktuellen politischen Ereignissen.

## Episodenliste

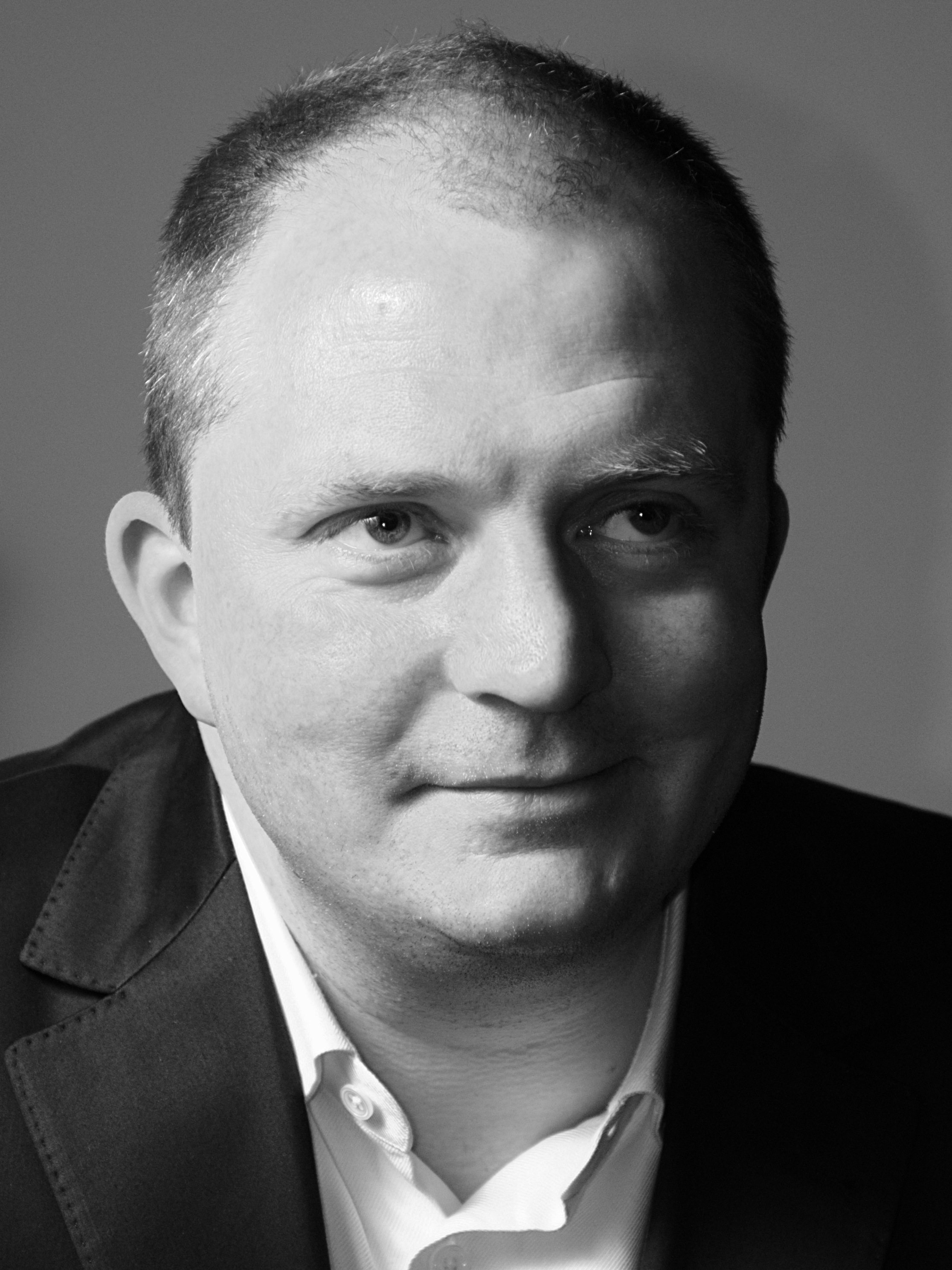
Jörg Thadeusz, Moderator der Sendung Durchgedreht!

| Folge | Datum      | Gäste                                                                          |
| ----- | ---------- | ------------------------------------------------------------------------------ |
| 1.    | 14.06.2013 | Max Giermann, Bernhard Hoëcker, Alexis Kara, Norbert Frieling, Ilka Luza       |
| 2.    | 21.06.2013 | Max Giermann, Bernhard Hoëcker, Carolin Kebekus, Norbert Frieling, Sascha Korf |
| 3.    | 28.06.2013 | Max Giermann, Bernhard Hoëcker, Tetje Mierendorf, Alexis Kara, Ilka Luza       |
| 4.    | 05.07.2013 | Max Giermann, Bernhard Hoëcker, Sascha Korf, Norbert Frieling, Ilka Luza       |
| 5.    | 12.07.2013 | Max Giermann, Sascha Korf, Philip Simon, Mirja Boes, Alexis Kara               |
| 6.    | 19.07.2013 | Max Giermann, Bernhard Hoëcker, Mirja Boes, Norbert Frieling, Tetje Mierendorf |

## Kritik
„Als 'heute show'-Vertretung kann 'Durchgedreht' mit Jörg Thadeusz derzeit nicht wirklich überzeugen. […] das ist allenfalls wirres Zeug auf dem Stand einer durchschnittlichen Rundfunkratssitzung.“